# Marie Noppen de Matteis
Marie Noppen de Matteis (née le 16 juillet 1921 à Tiggiano, dans les Pouilles en Italie et morte le 31 juillet 2013  à Buenos Aires) est une artiste peintre italienne devenue belge par mariage.

## Biographie
Marie Noppen de Matteis fait des études de scénographie à l'académie de Brera à Milan, puis au centre expérimental du cinéma à Rome. Elle étudie aussi à Prague le théâtre tchécoslovaque et le folklore morave et à Bruxelles le costume du XVIe siècle.
De 1953 à 1963, elle collabore à la télévision flamande comme décoratrice en créant décors et costumes pour de nombreux opéras, ballets et films. Elle séjournera par la suite aux États-Unis, en Inde, au Kenya, au Maroc, en Autriche et en Argentine suivant d'abord son mari diplomate et homme politique belge Herman Noppen mort en 1974, à l'âge de 49 ans, dans un accident de voiture à Compiègne, il était à ce moment-là ambassadeur, représentant permanent auprès de l'OCDE à Paris, puis sa fille Cristina Funes-Noppen qui fut entre autres ambassadeur en Inde, au Maroc en Autriche et en Argentine.
Marie Noppen de Matteis participa à de nombreuses expositions à Paris, Côme, Milan, Washinghton D.C., Delhi, Nairobi, Tokyo, Osaka, Bruxelles, Deurle, Knokke et publia plusieurs livres principalement ensemble avec Thomas Owen, de l’académie française[pas clair] de Belgique et a laissé une œuvre importante, tant dessins que peintures qui se retrouvent dans de nombreuses collections privées et publiques à travers le monde et dans des musées à Tokyo, Washington, Côme et à l'Albertine ou Bibliothèque royale de Belgique au cabinet des estampes à Bruxelles.
En 1965, lors de l'exposition de l'artiste au State Department à Washington D.C., la veuve d'un sénateur américain influent, chargée d'acquérir les œuvres d'artistes américains destinées aux ambassades des E.U., avait de son propre chef fait censurer neuf œuvres de Marie de Matteis. Ceci provoqua un assez grand scandale et toute la presse s'empara de la question. Le scandale se termina par l'achat d'une des œuvres censurées par l'Attorney General à l'occasion de la visite de la princesse Margaret du Royaume-Uni.

« Son œuvre est surréaliste, elle a une prédilection toute spéciale pour le symbolisme des formes, parfois cruelle, parfois insolente, souvent sensuelle, elle dessine avec une rare perfection de métier, avec une précision, une minutie du trait qui ont souvent été comparées à celles de Albrecht Dürer, ses tableaux peints à la tempera sont tout aussi envoutants que ses dessins. »

## Illustrations d'œuvres littéraires
- 1980 : Ce corps en mon regard, poèmes par Georges Graive, éditions Jacques Antoine ;
- 1982 : L’amour se mange ou la cuisine amoureuse en collaboration avec Thomas Owen, éditions Jacques Antoine ;
- 1984 : Les sept péchés capitaux, texte de Thomas Owen, éditions Jacques Antoine ;
- 1988 : Le Tétrastome, texte de Thomas Owen, éditions Lefèbvre-Gillet.

## Publications et monographies
- 1971 : Vito Arienti, Les tables de géographie, Lissone, Edizioni del Sol Leone
- 1975 : Paul Castelli, Viaggio curioso nel mondo della carte, Milan, Fratelli Fabbri Editori
- 1980 : Stéphane Rey, Maria Noppen de Matteis, Bruxelles, Éditions d’Art
- 1982 : R.L. Bartholomew, Fifth triennal, Indi, New Delhi
- 1984 : Jacques Collard, Cinquante artistes de Belgique II, Bruxelles, Viva Press
- 2015 : Cristina Funes-Noppen, Amours interdits du temps passé, éditions Artcadia

## Collections privées et publiques
- Bruxelles (Cabinet des Estampes) - Tokyo (Museum of Modern Art) - New York - Washington (National Museum of Women in the Arts) - London - Istanbul - New Delhi - Nairobi - Paris - Milano - Como - Barcelona - Zurich - Geneva - Antwerp - Buenos-Aires -museo Maria noppen de matteis palazzo serafini sauli tiggiano italie

## Expositions et Publications

### Expositions individuelles
- 1947 : Côme - Circolo della Stampa
- 1948 : Côme - Circolo della Stampa
- 1949 : Prague (mai) – Institut de culture italienne
- 1949 : Prague (juin) – Institut de culture italienne
- 1965 : Washington D.C. – Department of State Exhibit Hall
- 1970 : Bruxelles – Galerie Racines
- 1971 : Nairobi – Embassy of Belgium
- 1975 : Knokke – Plan Gallery
- 1975 : Bruxelles – Galerie Racines
- 1976 : TOokyo – Yoseido Gallery
- 1976 : Kumamoto – Yoseido Gallery
- 1977 : Osaka – Osaka Form Gallery
- 1977 : Bruxelles – Galerie l’Estampille
- 1978 : Deurle – Museum d’Hondt-Dhaenen
- 1980 : Paris – Galerie Schéhadé
- 1983 : Bruxelles – Galerie l’Estampille
- 1983 : Bruxelles – Bibliothèque Royale Albert Ier, Chapelle Nassau
- 1984 : Bruxelles – Galerie Triangle
- 1984 : Bruxelles – Galerie l’Estampille
- 1988 : Bruxelles – Galerie Racines
- 1990 : Bruxelles – Group 2 Gallery
- 2022 museo d'arte surrealista Maria Noppen de Matteis Tiggiano palazzo baronale- salento (Italie)

### Expositions de groupe
- 1973 : Bruxelles – Galerie Racines
- 1978 : Bruxelles – Palais d’Egmont
- 1978 : Bruxelles – Galerie Axile
- 1978 : Bruxelles – Galerie Mariette Kroon
- 1978 : Milan – Bibliothèque Tivulzania, Castello Sforzesco
- 1978 : Bruxelles – Hôtel de ville, « Fantasmagie de groupe »
- 1981 : Bruxelles – C.G.E.R. Gallery, « Le Nu dans l’Art Moderne Belge »
- 1984 : Bruxelles – Galerie Hutse
- 1984 : Bruxelles – Galerie l’Estampille
- 1987 : Bruxelles – Galerie du Parvis
- 1988 : Bruxelles – Maison Haute
- 1989 : Bruxelles – Group 2 Roger Vanhevel
- 1990 : Bruxelles – Group 2 Gallery